# Anna Sedokova
Anna Sedokova (en ucraniano: Анна Седокова; Kiev, 16 de diciembre de 1982) es una modelo y cantante ucraniana.
Formó parte del grupo femenino pop musical VIA GRA (conocido en otras partes, Nu Virgos). Posteriormente se casó con el futbolista Valentin Belkevich, con quien tuvo su hija Alina. 
En 2006, ya como solista, estrenó su video Moe Serdtse.

## Discografía

### Sencillos
Como solista
- 2006: My Heart
- 2007: The Best Girl
- 2008: Get used to it
- 2010: Cold Heart (con Dzhigan)
- 2010: Drama
- 2010: Jealousy
- 2011: Cosmos
- 2012: What have I done
- 2013: Между нами кайф
- 2014: Сердце в бинтах
- 2014: Дотронься
- 2015: Тише (Anna Sedokova & MONATIK)